# Édouard Dorges
Édouard Dorges est un homme politique et un haut fonctionnaire français né le 11 novembre 1892 à Lille et mort le 24 janvier 1972 à Paris.
Directeur général des chemins de fer et des transports, il fut maire de la ville d'Aix-les-Bains de 1963 à 1969 date à laquelle il est battu par André Grosjean.

## Biographie
Élève au lycée Faidherbe de Lille, étudiant à l'École polytechnique,, il est officier d'artillerie durant la Première Guerre mondiale, il participe à la Seconde Guerre mondiale, résistant il est commandeur de la Légion d'honneur.
Ingénieur des ponts et chaussées, il construit de nombreux ouvrages — ponts du Drac à Grenoble, de Vienne sur le Rhône —, il s'est attaché à moderniser les réseaux terrestres de communication, il devient alors directeur général des chemins de fer et des transports.
À la suite de la démission de Lucien Spycher il est candidat à l’élection municipale de mars 1963. Il est alors élu maire d'Aix-les-Bains. Candidat à sa succession, il est réélu en 1965 mais démissionne en 1969, date à laquelle André Grosjean le remplace.
Il se retire de la vie politique et meurt en 1972 à Paris.

## Détails des mandats
- Maire[5] d'Aix-les-Bains de 1963 à 1969.
- Adjoint au maire d'Aix-les-Bains de 1956 à 1963.

## Détails des fonctions[4]
- Ingénieur des Ponts et Chaussées
- Ingénieur en Chef des Ponts et Chaussées à Valence (1931-1937), puis à Grenoble (1937-1944)
- Inspecteur Général des Ponts et Chaussées le 1er novembre 1944
- Directeur général des Chemins de fer et des Transports (1945-1950)
- Secrétaire Général Honoraire aux Travaux Publics
- Délégué Général aux Affaires Internationales au Ministère des Travaux publics, des Transports et du Tourisme
- Président du Comité des Experts en matière de transports du Pool Charbon-Acier
- Administrateur de la Compagnie Internationale des Wagons-Lits

## Décoration
- Commandeur dans l'Ordre national de la Légion d'honneur[6]